# Хорошковский, Валерий Иванович
Вале́рий Ива́нович Хорошко́вский (укр. Валерій Іванович Хорошковський; род. 1 января 1969, Киев, УССР, СССР) — украинский политический деятель и предприниматель, мультимиллионер.

## Родители
Родился 1 января 1969 года в Киеве. Его мать, Ольга Назаровна, педагог, доктор педагогических наук, профессор, автор ряда учебников по украинскому языку для начальных классов средних школ. Эти учебники переиздаются и сейчас. Отец был инженером-строителем, участвовавшим в строительстве ряда крупных объектов в Киеве (в частности, был одним из руководителей строительства отеля «Салют» на площади Славы).

## Образование
В 1986 году Валерий окончил среднюю школу с приличным аттестатом (всего две четвёрки) и решил поступить на философский факультет Киевского государственного университета им. Т. Шевченко. Однако тогда существовала практика, по которой на ряд факультетов, в том числе философские, принимали только с рекомендациями из партийных органов и с опытом работы за плечами. Поэтому после окончания школы Хорошковский не подаёт документы на поступление, а идёт «за стажем» — работает учеником токаря завода «Арсенал», параллельно учится водить автомобиль в ДОСААФ и получает водительскую практику в киевском зоопарке, где и проработал до призыва в армию. Через три месяца, в мае 1987 года, он был призван в ряды Советской Армии: служил сначала в «учебке» в Керчи, а потом — в Одессе.
Вернувшись из армии в 1989 году, Хорошковский пересмотрел свои планы и вместо философского факультета поступил на юридический факультет Киевского университета, который окончил с красным дипломом в 1994 году по специальности «правоведение» и получил степень специалиста—юриста. Сразу по окончании университета поступил в аспирантуру и решил одновременно получать второе высшее образование — экономическое.
В 1997 году Хорошковский был прикреплён к кафедре экономической теории Киевского государственного экономического университета и защищает диссертацию на соискание научной степени кандидата экономических наук на тему «Распределение валового внутреннего продукта в условиях переходной экономики Украины».

## Бизнес
Параллельно с аспирантурой Хорошковский решает заниматься бизнесом. В 1990 году была создана первая коммерческая структура, которую он возглавил — малое производственно-коммерческое предприятие «Венеда ЛТД.». Первоначально Хорошковский занимался типографией, затем производил термопластавтоматы. Первым серьёзным бизнесом, по словам самого предпринимателя стала торговля автомобилями ГАЗа и ВАЗа. Одним из первых партнёров Хорошковского стал Вадим Гуржос, в 1992 году руководивший украинским офисом швейцарско‑итальянского металлотрейдера «Ситко». Вместе они через компанию «Бови» занимались поставками украинского металла в Юго‑Восточную Азию. В 1997 году Гуржос и Хорошковский приватизировали киевский молокозавод «Галактон» (в 2002 году продан российской компании «Юнимилк»).
Вместе с Вадимом Григорьевым Хорошковский учредил фирму «Меркс Интернэшнл», которая первоначально торговала компьютерами, позже стала их собирать, а в середине 1990-х годов переориентировалась на мебельный бизнес, став крупнейшим в Украине производителем мебели.
Осенью 2004 года Хорошковский продаёт свою долю в «Меркс» Григорьеву, а 93 % акций Укрсоцбанка Виктору Пинчуку за $250 млн. Затем он принимает предложение своих старых российских бизнес-партнёров Александра Абрамова и Александра Фролова и переезжает в Москву, где становится исполнительным директором «Евраз Групп». К тому времени Хорошковский владел 2,08 % акций «Евраза». В ноябре 2005 года совет директоров компании избрал Хорошковского президентом «Евраз Групп». Но уже через год Хорошковский уходит со своего поста, решив сконцентрироваться на медиагруппе, которую он начал создавать в Украине.

## Медиа-бизнес
В сентябре 2005 года Хорошковский после смерти предпринимателя и одного из лидеров СДПУ (о) Игоря Плужникова приобретает акции крупнейшего украинского телеканала «Интер» и небольшие нишевые каналы «Энтер» и «Энтер+», заплатив за 61 % акций, по некоторым оценкам, около $250 млн. Позднее газета «Украинская правда» сообщила, что настоящим покупателем канала «Интер» были украинский бизнесмен с российским гражданством Константин Григоришин, Пётр Порошенко (на тот момент секретарь Совета нацбезопасности и обороны), Александр Третьяков (в то время первый помощник президента) и Николай Мартыненко (глава фракции «Наша Украина»), а кредитовал их Александр Абрамов в обмен на лоббирование его интересов на «Криворожстали» и Никопольском заводе ферросплавов. Хорошковский в данный схеме выступал только номинальным покупателем. Сам Хорошковский заявил, что на момент начала переговоров с Плужниковым весной 2005 года ничего не знал о договоре с Григоришиным.
Купив «Интер» Хорошковский вскоре увольняет председателя правления «Интера» Влада Ряшина. Новые топ-менеджеры берут курс на омоложение аудитории канала, что привело к потере пятой части всех зрителей за один год. Вновь сменив руководство «Интера» Хорошковский начинает формировать медиагруппу U.A. Inter Media Group Limited. В январе 2007 года группа приобретает у Group DF украинского бизнесмена Дмитрия Фирташа за $20 млн 100 % телеканалов «К1», «К2» и «Мегаспорт». В декабре того же года Хорошковский купил у Эдуарда Прутника 60 % телеканала «НТН» за $200 млн, опасаясь, что иначе канал перейдёт российскому медиахолдингу «СТС Медиа».
Уже в январе 2008 года Inter Media Group присоединяет к себе информационное агентство «Украинские новости». К июлю 2009 году медиагруппа консолидирует в своих руках 100 % телеканала «НТН», а в сентябре того же года куплен телеканал MTV Украина (закрыт 30 мая 2013 года, на его частоте теперь вещает молодёжный телеканал Zoom, принадлежащий U.A. Inter Media Group). Также в U.A. Inter Media Group Limited входили детский телеканал «Пиксель», киноканал «Enter-фильм» и ряд других медиа-активов.
За то время, пока Хорошковский владел «Интером», доля смотрения канала упала почти вдвое, с 26,7 % до 14,5 % (данные Zenith Optimedia; аудитория — зрители от 18 лет, живущие в больших городах). В результате канал, чья прибыль в середине 2000-х годов доходила до $10 млн в год, превратился в нерентабельное предприятие, на покрытие убытков которого требовалось до $50 млн в год. Позднее Хорошковский признал свой непрофессионализм:
Я изначально к телевизору относился настолько непрофессионально, что, мягко говоря, смотрел на экран и судил – нравится мне это лично или нет. На что мне мои менеджеры абсолютно объективно говорили: если хотите получать прибыль, а не удовольствие от просмотра – разрешите нам заниматься этим. Мне понадобилось много времени, чтобы адаптировать своё понимание, что не нужно примерять все программы на себя
В феврале 2013 года Валерий Хорошковский продал медиахолдинг Group DF. По данным издания «Коммерсантъ Украина», Хорошковский решил выйти из бизнеса из-за проблем с властью. Сам он заявил: «В сложившихся обстоятельствах у меня нет возможности обеспечивать дальнейшее развитие группы». Участники рынка называли объявленную цену сделки, $2,5 млрд (доля самого Хорошковского оценивается от $800 млн до $1,5 млрд), сильно завышенной. Позже стало известно, что 20 % акций компании GDF Media limited, которая стала владельцем холдинга U.A. Inter Media Group, принадлежат Сергею Лёвочкину. Руководителем медиагруппы стала Анна Безлюдная.
В апреле 2013 года одна из аффилированных коммерческих структур Хорошковского приобрела за $350 млн телеканал ТВі. Аналитики считают, что на его базе олигарх создаёт свой новый медиа-холдинг.
Подтверждением этого служит причастность его компаний к покупке телеканала ТВi. Бизнес-структуры Валерия Хорошковского связаны с новозеландской компанией Balmore Invest Limited, которая, по данным Николая Княжицкого, владеет 95% телеканала ТВi.
Директором по развитию канала станет Максим Карижский, политконсультант Хорошковского. В пресс-службе экс-первого вице-премьера Валерия Хорошковского заявили, что он не имеет отношения к конфликту вокруг телеканала ТВі.
В связи с рядом публикаций в украинских СМИ сообщаем, что Валерий Хорошковский не имеет никакого отношения ни к одной из сторон конфликта, никогда не стремился приобрести канал ТВі, и не вёл по этому поводу переговоров ни с одним акционером каналапресс-служба В.Хорошковского

## Банковская деятельность
В 1997 году компании MERX и «Ферротрейд» (владелец — Александр Абрамов) начали скупку акций шестого по величине банка Украины — Укрсоцбанка — в котором обслуживалось 219 000 предприятий. Потратив около $15-20 млн Хорошковский и Абрамов к началу 2000 года смогли приобрести контрольный пакет кредитного учреждения. Партнёры рассчитывали создать на базе банка финансово‑промышленную группу, но их планы не были реализованы и в 2001 году Хорошковский выкупил долю Абрамова. В 2004 году Укрсоцбанк был продан Виктору Пинчуку за $250 млн.
Помимо Укрсоцбанка в сферу деловых интересов Хорошковского также вошёл Ощадбанк, членом наблюдательного совета которого он стал в мае 1999 года.
После назначения Виктора Ющенко премьер-министром Украины кандидатура Хорошковского появляется в перечне лиц, предложенных на пост главы Национального банка Украины. Однако тогда в окружении президента Леонида Кучмы посчитали, что 31-летний Хорошковский слишком молод.
Член Совета Нацбанка Украины с апреля 2010 по декабрь 2014 года.

## Политика
В 1995 году Хорошковский выдвинул свою кандидатуру на довыборах по Ирпенскому избирательному округу в Киевской области. Во время голосования в декабре 1995 года он вышел во второй тур, где проиграл председателю правления «Брокбизнесбанка» Сергею Буряку.
В 1996 году становится членом Народно-демократической партии. С 1996 года Хорошковский входит в круг лиц, приближённых к министру Кабинета министров Украины Валерию Пустовойтенко. После утверждения Пустовойтенко 16 июля 1997 года премьер-министром Хорошковский становится помощником, а позже советником премьера.
В 1998 году Хорошковскому было предложено[кем?] баллотироваться в Верховную раду по Красноперекопскому избирательному округу № 9. Также Хорошковский занял 27-ю позицию в списке Народно-демократической партии. На выборах 1998 года за него проголосовали 53,5 % избирателей Северо-Западного Крыма. Предвыборной кампанией Хорошковского занимались украинский политконсультант Алёна Сибирякова, а также российские политтехнологи Ефим Островский и Пётр Щедровицкий.
В Верховной Раде Хорошковский вступил во фракцию Народно-демократической партии, а также стал секретарём Комитета по бюджетным вопросам.
В 2001 году у Хорошковского сложился тесный альянс с политиком Инной Богословской, только что возглавившей Конституционно-демократическую партию. Летом того же года они заключили принципиальную договорённость о создании нового политического блока. Сначала новый блок назвали «Новым либеральным объединением» (НЛО). Это было рабочее название, под которым блок существовал в течение нескольких месяцев. На съезде, состоявшемся в начале декабря 2001 года, новый политический блок получил название «Команда озимого поколения». Под этим же названием он был зарегистрирован в Центризбиркоме и участвовал в выборах 2002 года, на которых занял только 9-е место, набрав 2,02 % голосов избирателей.
После поражения на выборах Хорошковский некоторое время работает в Администрации Президента, отвечая за вопросы внутренней политики.
В ноябре 2002 года, после создания первого в истории Украины коалиционного правительства во главе с Виктором Януковичем, Хорошковский становится министром экономики и европейской интеграции. К тому времени он был самым молодым министром — ему было только 33 года. 28 декабря 2003 года — накануне Нового года — «Зеркало недели» со ссылкой на конфиденциальные источники в Кабинете министров сообщило, что Хорошковский подал в отставку с поста Министра экономики и европейской интеграции. Главная причина — конфликт с первым вице-премьером Украины Николаем Азаровым, который по словам самого Хорошковского блокировал работу его ведомства. Хорошковский воспротивился подписанию соглашения о создании ЕЭП, курируемого Азаровым.
После отставки Хорошковский на долгое время ушёл из информационного пространства, а осенью 2004 года продал свой украинский бизнес и уехал в Россию, где управлял компанией Евраз.
В декабре 2006 году Хорошковский получает предложение от президента Виктора Ющенко занять пост первого заместителя секретаря Совета национальной безопасности и обороны, который он возглавлял до мая 2007 года.
После образования 18 декабря 2007 года правительства Юлии Тимошенко Хорошковский занимает должность председателя Государственной таможенной службы Украины. Правда, к концу 2008 года между Тимошенко и Хорошковским наметился конфликт, причиной которого, якобы, стало то, что последний в конфликте между государственной НАК «Нафтогаз Украины» и компанией РосУкрЭнерго встал на сторону Фирташа. В 2009 году Хорошковского даже подозревали в причастности к смерти Плужникова. 28 января 2009 года, Ющенко в разгар этого противостояния назначает Хорошковского Первым заместителем главы Службы безопасности Украины, а также подчиняет Хорошковскому Антитеррористический центр.
Во время президентских выборов 2010 года канал «Интер», принадлежавший в то время Хорошковскому, поддерживал кандидата Партии регионов Виктора Януковича. 11 марта 2010 года, после победы Януковича, Хорошковский возглавил Службу безопасности Украины. С 31 мая по 16 декабря 2010 года так же являлся членом Высшего совета юстиции Украины. 12 августа 2011 года присвоено военное звание генерала армии Украины.
18 января 2012 года указом президента Украины назначен министром финансов. 22 февраля того же года указом президент Виктор Янукович своим указом назначил Хорошковского первым вице-премьер-министром Украины, освободив от должности министра финансов. Комментируя замену Андрея Клюева народный депутат А. Пинчук отметил, что главным вызовом, стоящим перед страной в настоящий момент, является вопрос энергетической безопасности. В марте 2012 года премьер-министр Украины Николай Азаров заявил, что межведомственную комиссию при правительстве по вопросам противодействия незаконному захвату и поглощению предприятий возглавит первый вице-премьер-министр Валерий Хорошковский.
Несмотря на назначения на высокие должности сам Хорошковский остался недовольным почти полным отсутствие полномочий.
«Это бы никому не понравилось по той простой причине, что, во-первых, для меня должность сама по себе ничего не значила, должность для меня – это способность что-то делать, обозначьте мне задачу и дайте возможность и время для её реализации. А когда дают задачу, не дают инструментов и не требуют результата? Если бы хоть потребовали – я бы объяснил, почему это невозможно сделать»
Летом 2012 года новости на канале «Интер», владельцем которого в то время был Хорошковский, стали более сбалансированными, канал постепенно переходит от поддержки правительства Азарова к критике его политики, что только усугубило конфликт с премьером. Сам бизнесмен объяснил это требованиями европейского сообщества:
«Европейское сообщество очень серьёзно относилось к нашей избирательной кампании и требовало открыть доступ к средствам массовой информации всем политическим силам. Безусловно, я понимал, что на меня смотрят через призму собственника одного из крупнейших каналов, и не мог себе позволить вмешиваться в информационную политику. Я нашёл способ балансировать между невмешательством и всё-таки выстраиванием новостей, которые будут экспертным сообществом восприниматься как объективные. Был создан некий третий независимый орган, который принимал все ключевые решения с точки зрения стандартизации новостей. Считаю, что это было правильным решением.»
14 декабря 2012 года, уже будучи освобождённым от занимаемой должности, Хорошковский подал президенту Украины заявление об отставке с должности первого вице-премьера в связи с несогласием с повторным назначением Николая Азарова на должность премьер-министра Украины. Он заявил, что считает данную кандидатуру «не способной проводить экономические реформы и защищать стратегический курс нашего государства на евроинтеграцию». Согласно сообщению пресс-службы Кабинета министров Украины, Хорошковский ранее был проинформирован, что его кандидатура не предлагалась в новый состав правительства. Вскоре Хорошковский после личной встречи с президентом Виктором Януковичем покинул Украину. Сам бизнесмен назвал свой отъезд длинным семейным отпуском. Не видя себе место в украинской политике до 2015 года намерен заниматься бизнесом, возможно альтернативной энергетикой.
15 сентября 2014 года под вторым номером вошёл в список кандидатов в депутаты от партии Сергея Тигипко «Сильная Украина» на внеочередных выборах в Верховную раду (под 8-м номером в тот же список был включён его давний бизнес-партнёр Вадим Гуржос). По итогам выборов партия не смогла преодолеть 5 % избирательный барьер.
В октябре 2014 года Хорошковский критиковал Закон о люстрации, № 1682-VII «Об очищении власти», указав на то, что он нарушает более 10 статей Конституции Украины.
21 мая 2019 года телепрограмма «Схемы: коррупция в деталях» сообщили о возвращении политика на Украину в этот день с помощью частного самолёта. Произошло это через сутки после вступления в президентские полномочия Владимира Зеленского. В дальнейшем журналисты фиксировали посещение Хорошковским здания Офиса Президента. В октябре 2019 года глава ОП Андрей Богдан сообщил, что политик на бесплатной основе занимается консультированием таможни.

## Книги и статьи
В конце 1997 года увидела свет книга Хорошковского «Украинский путь. Наброски: Геополитическое положение Украины и её национальные интересы». За несколько дней до парламентских выборов, 25 марта 1998 года, в Киеве состоялась презентация второй книги Хорошковского — «После СССР: Украина — новый рубеж».
В течение 1998—2001 годов в Хорошковский опубликовал ряд статей на экономическую (преимущественно бюджетную и банковскую) тематику.

## Семья
Женат. Жена — Елена Владимировна, (род. 1966). Домохозяйка. В семье воспитываются старшие сыновья — Денис (род. 1991) и Александр (род. 1997), младший Иван (род. 2005),  а также дочь Екатерина (род. 2001). 

## Увлечения, хобби
По собственному признанию, работает в среднем по 10 часов в сутки. Придерживается правила — не работать по воскресеньям, поскольку воскресенье для Хорошковского является днём общения с семьёй.
Не став философом в молодости, продолжает увлекаться наукой и по сей день, свободно цитируя классиков философской мысли.
В свободное время Хорошковский любит горные лыжи, отдых в горах и в лесу. «Я очень люблю две вещи, то есть если речь идёт об отдыхе, в первую очередь это — горные лыжи, и второе — это море. Я собственно выбираю между первым и вторым и не люблю менять времена года, то есть летом еду на море, а зимой — на лыжи», — признался Валерий Хорошковский в интервью «Громадскому радио». Он вегетарианец, не употребляет мясо. «Такое решение я принял в 20 лет, и его корни уходят в спорт», — признавался Хорошковский в интервью «LIGAТрибуна». До недавнего времени вообще не употреблял алкоголя. Ныне употребляет в умеренных количествах.
Активно занимается спортом — бодибилдингом, несколько раз в неделю играет в футбол.
Хорошковский предпочитает классическую музыку, а также песни групп «Машина времени», «Воскресение», «ДДТ». Особенно любит песни Бориса Гребенщикова. В свободное время сам играет на гитаре.

## Награды
- Именное огнестрельное оружие (25 декабря 2008 года) — за личные заслуги в укреплении национальной безопасности Украины, защите экономических интересов государства[29]
- Почётное звание Заслуженный экономист Украины (7 февраля 2008 года) — за значительный личный вклад в обеспечение интеграции Украины во Всемирную торговую организацию[30]
- Грамота Содружества Независимых Государств (5 декабря 2012 года) — за активную работу по укреплению и развитию Содружества Независимых Государств[31][32].

## Специальные звания
- Действительный государственный советник таможенной службы (23 июня 2008)